# 튜턴족

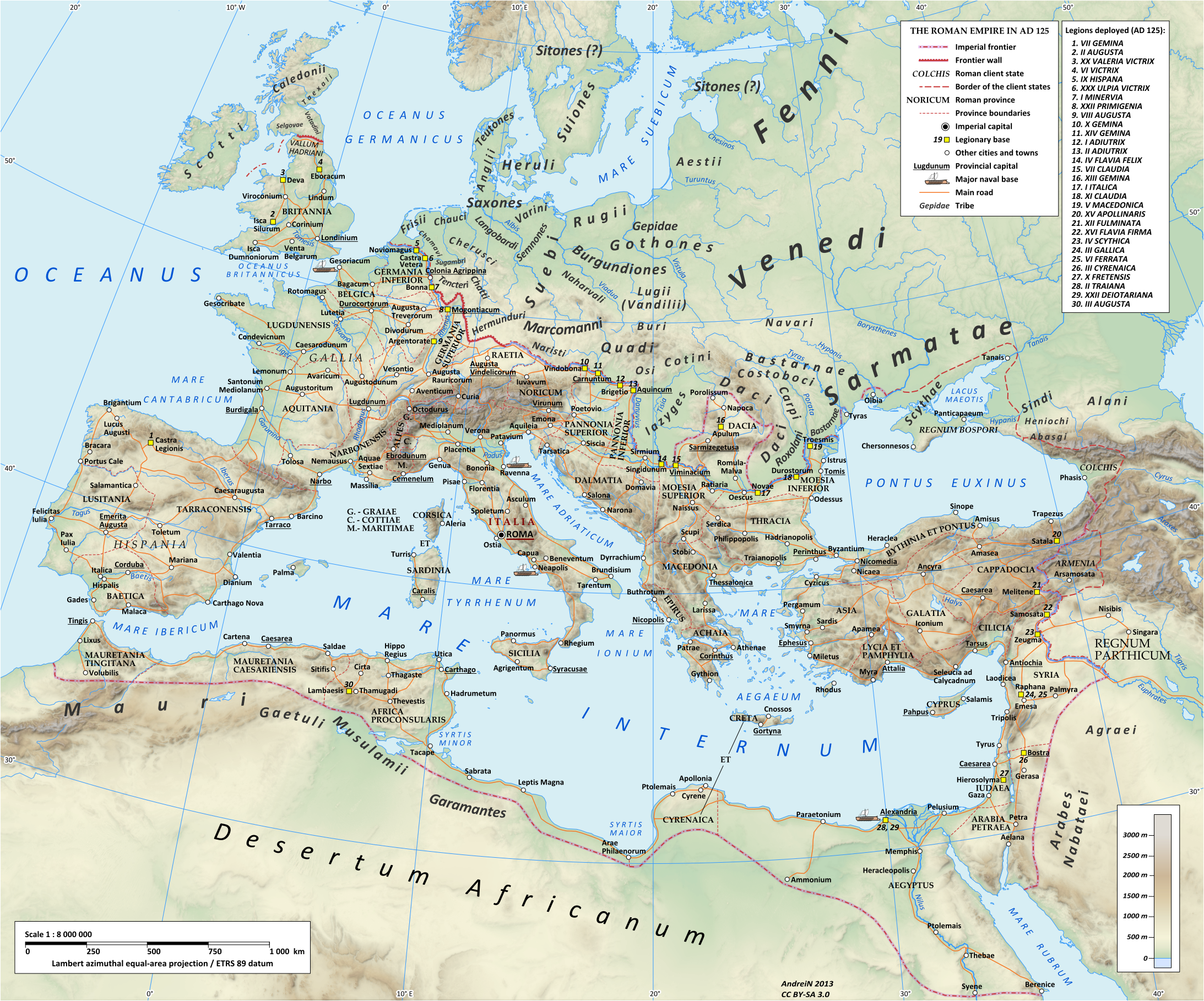
하드리아누스 (117-138) 시기의 로마 제국의 지도로, 윌란반도 북쪽에 있는 튜턴족의 위치를 보여주고 있다.

튜턴족과 킴브리족의 이주 경로

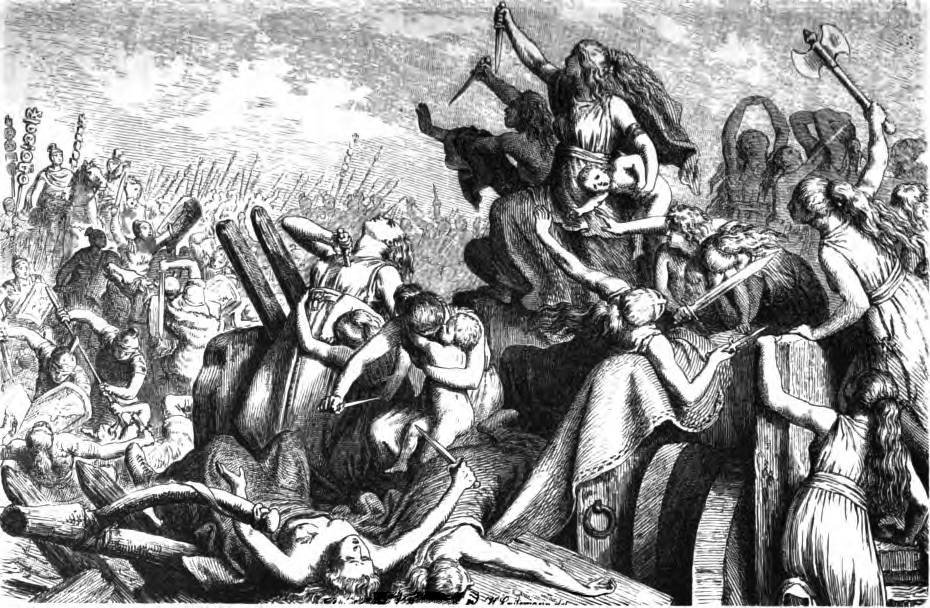
"수레 요새를 지키는 튜턴족 여성들" (1882년 하인리히 로트만작

튜턴족(라틴어: Teutones, Teutoni, 고대 그리스어: Τεύτονες)은 로마 작가들이 언급한 고대 부족이다. 튜턴족은 일반적으로 게르만족이라고 분류되며, 기원전 2세기 말 로마 공화정의 전쟁인 킴브리 전쟁에 참여한 것으로 잘 알려져있다.

## 기원
튜턴족들은 일반적으로 게르만족 부족이라 분류된다. 일부 역사가들은 튜턴족이 켈트족에서 기원했다고 주장하며, 비록 논쟁거리이기는 하지만 튜턴족의 명칭이 켈트어라고 주장한다. 특정 고대시대의 저술가들은 튜턴족을 켈트족이라 분류하기도 했다. 이러한 점은 그 당시 저술가들이 켈트족과 게르만족 사이를 명확히 구분하지 못했다라는 사실로 설명될 수 있다.
기원전 4세기 초 여행가 피테아스는 튜턴족이 구토네스족과 같이 대서양의 해안가를 따라 사는 거주민이라고 언급한다. 추가로 스트라본 (기원전 64 또는 63년 – c. 서기 24년)과 마르쿠스 벨레이우스 파테르쿨루스 (c. 기원전 19년 – c. 서기 31년)는 이들을  게르만족이라 분류했다. 프톨레마이오스의 지도에 따르면, 튜턴족들은 본래 윌란반도에서 거주했으며, 이는 튜턴족들을 스칸디나비아 (코다노이아)에 위치시킨 폼포니우스 멜라의 지도와 일치하는데, 튜턴족들이 과거 두 지역들에 거주했었다라는 것을 암시한다. 덴마크의 튀라는 지역은 튜턴족들의 고향땅이라고 주장하고 있다.

## 킴브리 전쟁
기원전 2세기 말에, 많은 튜턴족 (튜턴족 지도자 테우토보드 지휘하)뿐만 아니라 킴브리족과 암브로네스족들이 스칸디나비아 남부와 덴마크의 윌란반도에 있는 자신들의 본거지를 떠나, 도나우강쪽인 남쪽과 서쪽으로 이동했고, 그곳에서 확장중이던 로마 공화정과 마주치게 된다. 튜턴족과 킴브리족들은 로마령 이탈리아를 공격하기 앞서, 갈리아를 통하여 서쪽으로 이동하는 중이라 기록되었다.
기원전 105년에 노레이아와 아라우시오에서 로마군을 상대로 결정적인 승리를 거둔, 킴브리족과 튜턴족은 자신들의 병력을 나눴다. 그 뒤에 가이우스 마리우스가 각각 기원전 102년과 101년에 그들을 따로따로 승리를 거두며, 킴브리 전쟁을 종료시켰다. 튜턴족의 패배는 아쿠아이 섹시타이 전투 (오늘날 엑상프로방스 인근)에서 벌어졌다..
발레리우스 막시무스와 플로루스의 기록물들에 따르면, 튜턴족의 왕 테오토보드는 튜턴족이 로마에게 패한 뒤에, 쇠사슬에 묶였다. 항복 조건으로, 3백명의 튜턴족 유부녀들이 승자인 로마 측의 첩과 노예로 넘겨지는 것이었다. 튜턴족의 노년의 부인들이 이 조건을 듣고, 집정관인 마리우스에게 대신에 케레스와 베누스 신전들을 관리하는 일을 시켜달라고 애원했다. 이 요청이 거부되자, 튜턴족 여성들은 자신들의 아이들을 죽였다. 모든 튜턴족 여성들은 밤 동안에 서로의 목을 졸랐고, 다음날 아침이 서로의 팔에 파묻힌 채 주검으로 발견되었다. 이들의 순교는 로마의 전설인 튜턴족의 분노로 전해졌다.
일부 살아남은 포로들은 기원전 73-71년에 일어난 제3차 노예전쟁에서 봉기한 검투사로 참여했다고 전해진다.

## 같이 보기
- 튜턴족의 분노
- 튜턴 기사단